# Моховое (Новосибирская область)
Моховое — посёлок в Чановском районе Новосибирской области. Входит в состав городского поселения рабочий посёлок Чаны.

## География
Площадь посёлка — 28 гектаров.

## Население
| 2002 | 2007 | 2010 |
| ---- | ---- | ---- |
| 331  | ↗339 | ↘337 |

## Инфраструктура
В посёлке по данным на 2007 год функционируют 1 учреждение здравоохранения и 1 учреждение образования.